# Nhulunbuy
Nhulunbuy è una città situata nel Territorio del Nord, in Australia; essa si trova 1.000 chilometri ad est di Darwin e 1.810 chilometri a nord di Alice Springs ed è la sede della Contea di East Arnhem. Al censimento del 2006 contava 4.112 abitanti.